# Greenfoot
 (septembre 2012).
Greenfoot est un environnement de développement intégré en Java conçu principalement pour l'enseignement au niveau secondaire supérieur et universitaire. Il permet de développer facilement des applications en 2D telles que des jeux ou des simulations.
Greenfoot est développé et maintenu à l'Université du Kent et l'Université de La Trobe, avec le soutien de Oracle. C'est un logiciel libre distribué sous la licence GPL. Greenfoot est disponible pour Microsoft Windows, Mac OS X, Linux, Sun Solaris, et n'importe quelle machine virtuelle Java récente.